# Рахметова, Асем Калашбаевна
Асе́м Калашба́евна Рахме́това (каз. Әсем Қалашбайқызы Рахметова; род. 19 декабря 1980 года, Айыртауский район, Северо-Казахстанская область, Казахская ССР) — казахстанский политик. Депутат Сената Парламента Республики Казахстан от Северо-Казахстанской области (с 2023 года).

## Биография
В 2001—2002 годах — телеведущая Северо-Казахстанской областной телерадиокомпании.
В 2002—2005 годах служила по контракту в войсковой части 2032 Пограничной службы КНБ Казахстана.
В 2005—2009 годах — редактор, старший редактор северо-казахстанского областного филиала АО «Республиканская телерадиокорпорация „Қазақстан“».
В 2009—2011 годах — шеф-редактор КГП «Медиа-холдинг „Қызылжар-Ақпарат“».
В 2011—2014 годах — заместитель начальника управления внутренней политики Северо-Казахстанской области.
В 2014—2016 годах — ответственный секретарь областной газеты «Солтүстік Қазақстан», советник пресс-секретаря акима Северо-Казахстанской области.
С июня 2016 года по сентябрь 2019 года — руководитель управления внутренней политики Северо-Казахстанской области.
В 2019—2022 годах — первый заместитель северо-казахстанского областного филиала партии «Нур Отан» (в марте 2022 года переименована в партию «Аманат»).
C декабря 2022 года по июнь 2023 года — председатель филиала партии «Аманат» по Северо-Казахстанской области.
С июня 2023 года — депутат Сената Парламента Республики Казахстан от Северо-Казахстанской области (выборы были назначены в связи со смертью избранной в январе 2023 года сенатора Гульмиры Каримовой).

## Награды
- Медаль «За трудовое отличие» (2020)
- Медаль «25 лет независимости Республики Казахстан» (2016)
- Медаль «25 лет независимости Республики Казахстан» (2021)